# الحرب العثمانية الروسية (1806-1812)
كانت الحرب الروسية التركية (1806-1812) بين الإمبراطورية الروسية والإمبراطورية العثمانية واحدة من الحروب الروسية التركية. وقد انتصرت روسيا، غير أن كلا الجانبين أراد السلام لخشيته من تحركات نابليون نحو الشرق.

## الخلفية
كانت القارة الأوروبية تشتعل فيها نيران حروب الثورة الفرنسية والحروب النابليونية منذ عام 1792 بصفة شبه مستمرة وانشغل خصوم الدولة العثمانية وهما الإمبراطوريتين الروسية والنمساوية بحرب فرنسا، وقد سبق للروس والنمساويين ان تحالفا في حرب ضد العثمانيين عام 1787 قبل ان ينشغلا في حربهم مع فرنسا إلا ان مسار تلك الحرب اتخذ مسارا حاسما بعدما استطاع الفرنسيون في معركة أوسترليتز عام 1805 تحقيق انتصار كبير ضد القوات الروسية والنمساوية، وإزاء هذه الظروف الدولية تشجع السلطان سليم الثالث واقدم على خلع كل من حاكم إمارة الأفلاق قسطنطين يبسيلانتيس وحاكم إمارة مولدافيا أليكساندر موروسيس المواليين لروسيا وكانت كلا الامارتين تحت السيادة العثمانية، في الوقت ذاته استطاع الفرنسيون من الاستيلاء على مقاطعة دالماتيا وهدد وجودهم العسكري إمارات الدانوب (الافلات ومولدافيا). وبهدف حماية حدودهم الجنوبية ضد هجوم فرنسي محتمل، قام الروس بارسال قوات عسكرية قوامها 40 ألف جندي وتمركزت في مولدافيا والأفلاق. فرد السلطان بإغلاق مضيق الدردنيل بوجه السفن الروسية وأعلن الحرب على روسيا.

## الأعمال الحربية الأولى
في البداية، كان الإمبراطور أليكساندر الأول مترددًا حيال حشد قوات ضخمة ضد الإمبراطورية العثمانية في حين كانت علاقته بفرنسا النابليونية ما تزال غير واضحة وكان الجزء الرئيسي من جيشه منشغلًا بالقتال ضد نابليون في بروسيا. على الفور تصدى في أوبيليستي ما لا يزيد عن 4500 جندي بقيادة ميخائيل ميلورادوفيتش (2 يونيو 1807) لهجوم عثماني ضخم استهدف بوخارست المحتلة من قبل روسيا. في أرمينيا، دمرت كتيبة الكونت جودوفيتش البالغ قوامها 7000 جندي القوة التركية التي بلغ عددها 20 ألف مقاتل عند أرباتشاي (18 يونيو). خلال تلك الآونة، حاصرت القوات البحرية الإمبراطورية الروسية بقيادة سينافين مضيق الدردنيل وهزمت الأسطول العثماني في معركة الدردنيل، التي خُلع في أعقابها سليم الثالث. دُمر الأسطول العثماني في الشهر التالي في معركة آثوس، الأمر الذي وضع أساس السيادة الروسية على البحر.

## حملات 1808-1810
كان من الممكن أن تنتهي الحرب عند هذه النقطة لولا سلام تيلسيت. استغل الإمبراطور الروسي، مجبرًا من قبل نابليون على توقيع هدنة مع الأتراك، وقت السلم لنقل المزيد من الجنود الروس من بروسيا إلى بيسارابيا. بعد زيادة عدد جيش الجنوب إلى 80 ألف مقاتل واستئناف الأعمال الحربية، أحرز القائد الأعلى للقوات المسلحة بروزوروفسكي البالغ من العمر 76 عامًا، تقدمًا طفيفًا على مدار ما يزيد عن عام. في أغسطس من عام 1809 خلفه في نهاية المطاف الأمير باغراتيون، الذي عبر نهر الدانوب واجتاح دوبروجا. شرع باغراتيون في فرض حصار على سيليسترا، ولكن مع سماعه عن اقتراب الجيش التركي الذي بلغ عدده 50 ألف جندي من المدينة، رأى أنه من الحكمة إخلاء دوبوجا والانسحاب إلى بيسارابيا. في عام 1810، تجددت الأعمال الحربية من قبل الأخوين نيكولاي وسيرجي كامينسكي، الذين هزموا التعزيزات العثمانية المتجهة إلى سيليسترا وطردوا الأتراك من دوبريتش (22 مايو). عندئذ بدت حالة سيليسترا ميؤوسًا منها، واستسلمت الحامية في 30 مايو. بعد عشرة أيام فرض كامينسكي حصارًا على حصن قوي آخر، شوملا (أو شومن). كبد التصدي لهجومه على القلعة خسائر كبيرة في الأرواح، وأعقب ذلك المزيد من إراقة الدماء خلال اقتحام ميناء روسي في الدانوب (أو روستشوك) في 22 يوليو. لم يسقط الحصن الأخير بين أيدي الروس حتى 9 سبتمبر، بعد أن فاجأ جيش كامينسكي وحدة تركية ضخمة ودحرها عند باتين في 26 أغسطس. في 26 أكتوبر، هزم كامينسكي مرة أخرى جيشًا تابعًا لعثمان باشا بلغ عدده 40 ألف مقاتل عند فيدين. خسر الروس 1500 مقاتل فقط، بالمقارنة مع 10 آلاف مقاتل لخصومهم.